# Bob Houbregs
Robert J. Houbregs, connu sous le nom de Bob Houbregs (né le 12 mars 1932 à Vancouver au Canada et mort le 28 mai 2014) est un joueur canadien de basket-ball ayant évolué au poste de pivot.

## Biographie
Après avoir été dans l'équipe universitaire des Huskies de Washington, il est drafté au second rang de la draft 1953 par les Hawks de Milwaukee. Il joue en NBA de 1953 à 1958.
Il est nommé au Hall of Fame en 1980 .